# 復員庁
復員庁（ふくいんちょう）は、陸海軍の復員及びこれに関連する事務を司った内閣総理大臣の管理に属する組織である。その長は総裁といい、国務大臣をもって充てられた。

## 概要
1946年（昭和21年）6月15日に第一復員省と第二復員省を統合して復員庁を設置した。2つの局を置き第一復員局が旧陸軍関係を、第二復員局は旧海軍関係を担当した。
1947年（昭和22年）10月15日に復員庁は廃止となり第一復員局は厚生省に移管の後1948年（昭和23年）5月31日に引揚援護院と統合して引揚援護庁となり、第二復員局は内閣総理大臣直属となった後、1948年（昭和23年）1月1日に廃止されその業務は厚生省引揚援護院に引き継がれた。これにより、復員業務は全て厚生省引揚援護庁に引き継がれた。このような経緯から、現在でも「引揚援護、戦傷病者、戦没者遺族、未帰還者留守家族等の援護及び旧陸海軍の残務の整理を行うこと」は防衛省ではなく厚生労働省（具体的には同省社会・援護局が担当）の任務とされている（厚生労働省設置法第3条第2項）。また同日、旧海軍から引き継いだ日本近海の掃海業務は運輸省海運総局に移管され、後に海上保安庁、海上自衛隊へと継承された。

## 組織

### 国務大臣復員庁総裁
| 代 | 氏名       | 内閣          | 在任期間                      | 兼務等     |
| -- | ---------- | ------------- | ----------------------------- | ---------- |
| 1  | 幣原喜重郎 | 第1次吉田内閣 | 1946年6月15日 - 1947年5月24日 | 副総理     |
| 2  | 笹森順造   | 片山内閣      | 1947年6月1日 - 1947年10月15日 | 賠償庁長官 |

### 官房長
- 森田俊介：1946年（昭和21年）7月3日 - 1947年（昭和22年）10月15日

### 第一復員局
第一復員局長
- 上月良夫：1946年（昭和21年）6月15日 - 1947年（昭和22年）10月15日

総務部長
- 荒尾興功：1946年（昭和21年）6月15日 - 1948年（昭和23年）5月31日

業務部長
- 倉本敬次郎：1946年（昭和21年）6月15日 -
- 岡林諄吉：1947年（昭和22年）4月30日 - 1948年（昭和23年）5月31日

経理部長
- 遠藤武勝：1946年（昭和21年）6月15日 - 1948年（昭和23年）5月29日

史実調査部長
- 宮崎周一：1946年（昭和21年）6月15日 -
- 服部卓四郎：1946年（昭和21年）12月31日 - 1948年（昭和23年）5月31日

法務調査部長
- 大山文雄：1946年（昭和21年）6月15日 - 1948年（昭和23年）5月31日

連絡部長
- 鎌田銓一：1946年（昭和21年）6月15日 - 12月31日

### 第二復員局
第二復員局長
- 前田稔：1946年（昭和21年）6月15日 - 1947年（昭和22年）12月31日

総務部長
- 山本善雄：1946年（昭和21年）6月15日 - 1947年（昭和22年）12月31日

補給部長
- 秋重実恵：1946年（昭和21年）6月15日 - 1947年（昭和22年）4月30日
- 原道男：1947年（昭和22年）8月15日 - 1948年（昭和23年）1月1日

調査部長
- 竹内馨：1946年（昭和21年）6月15日 -
- 豊田隈雄：1947年（昭和22年）3月29日 - 1948年（昭和23年）1月1日

連絡部長
- 横山一郎：1946年（昭和21年）6月15日 - 1948年（昭和23年）1月1日

資料整理部長
- 上原義雄：1946年（昭和21年）6月15日 -
- （兼）山本善雄：1946年（昭和21年）12月16日 -
- 吉田英三：1947年（昭和22年）5月27日 - 1948年（昭和23年）1月1日

人事部長
- 川井巌：1946年（昭和21年）6月15日 - 1948年（昭和23年）1月1日

経理部長
- 山本丑之助：1946年（昭和21年）6月15日 -
- 初見盈五郎：1947年（昭和22年）4月30日 - 1948年（昭和23年）1月1日

## 地方復員局
第二復員省地方復員局を引き継いだもので、引き続き掃海作業や復員作業の実務を担当させた。

### 横須賀地方復員局
- 管轄区域：岩手県、宮城県、福島県、茨城県、栃木県、群馬県、埼玉県、千葉県、東京都、神奈川県、山梨県、静岡県、長野県
- 横須賀地方復員局所管の艦船 （1946年6月15日現在）
  - 掃海艦船
    - 第1、68、88、155、159、161、171、202号駆潜特務艇
第11、12、13、14号掃海特務艇

  - 特別輸送艦船
    - 汐風、波風、響、花月、竹、桐、欅、柿、楠、初桜、蔦、萩、菫
福江、四阪、保高、第34、37、97、116号海防艦
第9、13、16、19、110、147号輸送艦
第15、44、47、49、51号駆潜艇
神島
宗谷、大泊
    - 栗橋
長運丸、千歳丸、高栄丸、氷川丸、菊丸、新興丸

  - 行動不能艦船 （1947年2月1日現在）
    - 蔚美、室津

横須賀地方復員局長

### 呉地方復員局
- 管轄区域：愛知県、岐阜県、三重県、岡山県、広島県、鳥取県、島根県、山口県
- 呉地方復員局所管の艦船 （1946年6月15日現在）
  - 掃海艦船
    - 第48、76、77、102、104、154、156、217号海防艦
黒神、片島
第135、136、152、153、175、179号哨戒特務艇
第79、86、164、174、175、179、186、187、198、214、215、217、222、227、232、239、245、246号駆潜特務艇
    - 第5徳豊丸、美代丸、第5桐丸、朝日丸、眉山丸

  - 特別輸送艦船
    - 鳳翔、長鯨、八雲、鹿島、箕面
雪風、春月、宵月、夏月、楓
対馬、三宅、羽節、宇久、波太、高根、第14、16、36、55、57、59、71、79、106、126、132、150号海防艦
第20号輸送艦
第21号駆潜艇
白埼、波勝
    - 第3日正丸、紀進丸、高砂丸

呉地方復員局長
1. 森下信衛 元海軍少将：1946年6月15日[3] -

### 佐世保地方復員局
- 管轄区域：徳島県、香川県、愛媛県、高知県、福岡県、佐賀県、長崎県、熊本県、大分県、宮崎県、鹿児島県
- 佐世保地方復員局所管の艦船 （1946年6月15日現在）
  - 掃海艦船
    - 竹生、生名、鵜来、新南、志賀、第12、22、26、40号海防艦
第71、80、89、90、93、99、154、158、169、173、218、231、234、242、247、249号駆潜特務艇
第16号掃海特務艇

  - 特別輸送艦船
    - 葛城
杉、樫、蓮、雄竹
択捉、隠岐、伊王、生野、金輪、第8、27、32、44、52、60、67、118、192、194、198、215、221、225、227号海防艦
第137、172号輸送艦
第23、60号駆潜艇
巨済、済州
加徳、黒島、鷲埼
第19、20号掃海特務艇
    - 光済
早鞆丸、太西丸、筑紫丸、長江丸、龍平丸

  - 行動不能艦船 （1947年2月1日現在）
    - 笠戸

佐世保地方復員局長
1. 一宮義之 元海軍少将：1946年6月15日[3] -

### 舞鶴地方復員局
- 管轄区域：山形県、新潟県、富山県、石川県、福井県、滋賀県、京都府
- 舞鶴地方復員局所管の艦船 （1946年6月15日現在）
  - 掃海艦船
    - 第84号哨戒特務艇
第57、157、162、166、184、219、236号駆潜特務艇

  - 特別輸送艦船
    - 夕風、槇、榧、椎、初梅、樺
占守、国後、奄美、第81、85、87、158、160、205、207号海防艦
第21号掃海艇
    - 田村丸、室津丸

  - 行動不能艦船 （1947年2月1日現在）
    - 八丈、沖縄、粟国、伊唐、第2号海防艦

舞鶴地方復員局長
1. 鳥越新一 元海軍少将：1946年6月15日 - [3]

### 大阪地方復員局
- 管轄区域：大阪府、奈良県、和歌山県、兵庫県
- 大阪地方復員局所管の艦船 （1946年6月15日現在）
  - 掃海艦船
    - 第31、134号哨戒特務艇
第4、27、183、185、221、241号駆潜特務艇
第21、22号掃海特務艇
    - 第2鮮友丸、第3鮮友丸、榊丸、安津丸、第3高島丸、太東丸、親和丸

  - 行動不能艦船 （1947年2月1日現在）
    - 大津、友知、第4号海防艦

大阪地方復員局長
1. 松崎彰 元海軍少将：1946年6月15日[3] -

### 大湊地方復員局
1947年3月31日に廃止され、その業務は横須賀地方復員部に引き継がれた。
- 管轄区域：北海道、青森県、秋田県
- 大湊地方復員局所管の艦船 （1946年6月15日現在）
  - 掃海艦船
    - 倉橋、屋代、神津、第49号海防艦
第23、102号掃海艇
石埼
第58、72、78、81、181、194、196、203、212号駆潜特務艇
第17、18号掃海特務艇
    - 第5京仁丸、第7福栄丸

  - 行動不能艦船 （1947年2月1日現在）
    - 稲木

大湊地方復員局長
1. 鹿目善輔 元海軍少将：1946年6月15日[3] - 1947年1月1日